# 100. gardna strelska divizija (ZSSR)
Za druge 100. divizije glejte 100. divizija.
100. gardna strelska divizija je bila gardna strelska divizija v sestavi Rdeče armade med drugo svetovno vojno.

## Zgodovina
Divizija je bila ustanovljena januarja 1944 z reorganizacijo 15. gardne zračnoprevozne divizije.
Med drugo svetovno vojno je sodelovala v bitki za Budimpešto in za Prago.

## Organizacija
- štab
- 298. gardni strelski polk
- 301. gardni strelski polk
- 304. gardni strelski polk
- 243. gardni artilerijski polk